# Алі бін аль-Хусейн
Алі бін Аль-Хусейн (араб. الأمير علي بن الحسين; 23 грудня 1975, Амман) — третій син короля Йорданії Хусейна і друга дитина короля від його третьої дружини, королеви Алії. З 6 січня 2011 року — віце-президент ФІФА від Азії.

## Футбольна діяльність
Принц Алі — президент футбольної асоціації Йорданії. Він також є засновником і президентом Федерації футболу Західної Азії, і під його головуванням членство зросло до 13 країн.
Принц Алі виграв вибори на пост віце-президента ФІФА від Азії (25 голосами проти 20 за його опонента Доктора Чон Монджуна) на з'їзді АФК в Досі, Катар, 6 січня 2011. Як віце-президент ФІФА принц Алі був членом Виконавчого комітету ФІФА та АФК.
Принц Алі успішно захищав скасування заборони ФІФА на носіння хіджабу в жіночому футболі.
Алі був одним з ряду посадових осіб ФІФА, які закликали опублікувати звіт Гарсії щодо звинувачень у корупції при наданні чемпіонатів світу Росії і Катару у 2018 і 2022 роках.
В січні 2015 року було оголошено, що принц Алі буде конкурентом  Зеппа Блаттера на чергових виборах президента ФІФА у травні того ж року. Алі програв вибори 29 травня 2015 року, знявши свою кандидатуру після першого туру, в якому Блаттеру не вистачило 7 голосів для миттєвої перемоги.
Проте після оголошення Блаттера в червні 2015, що він піде у відставку з поста президента ФІФА через корупційний скандал, Алі оголосив у вересні 2015 року, що він буде балотуватися на пост президента ФІФА знову в позачергових виборах 2016 року.

## Особисте життя
Принц Алі почав навчання в Ісламському Освітньому коледжі в Аммані. Продовжив навчання у Великій Британії та Сполучених Штатах — школі в Солсбері, штат Коннектикут, де досяг успіху в спорті, в першу чергу — в боротьбі.
23 квітня 2004 року Принц Алі одружився з Рим Брахімі, колишній журналістці CNN і дочці дипломата Лахдара Брахімі, спеціального представника Організації Об'єднаних Націй для Афганістану. Шлюб публічно відзначався 7 вересня 2004 року. У них двоє дітей: принцеса Джаліла (народилася 16 вересня 2005) і принц Абдулла (народився 19 березня 2007 року).

## Нагороди
- Велика стрічка ордена Аль-Хусейна Бен Алі
- Кавалер вищого ордена Відродження
- Велика стрічка ордена Зірки Йорданії
- Орден Почесного легіону (Франція)
- Орден Вранішнього Сонця (Японія)
- Лицар-командор Королівського Вікторіанського ордена (Велика Британія)
- Великий хрест I ступеня почесного знаку «За заслуги перед Австрійською Республікою»[12]
- Кавалер Ордену Ізабелли Католички (Іспанія)
- Кавалер Ордену Заслуг (Норвегія)